# Frederick William Beechey

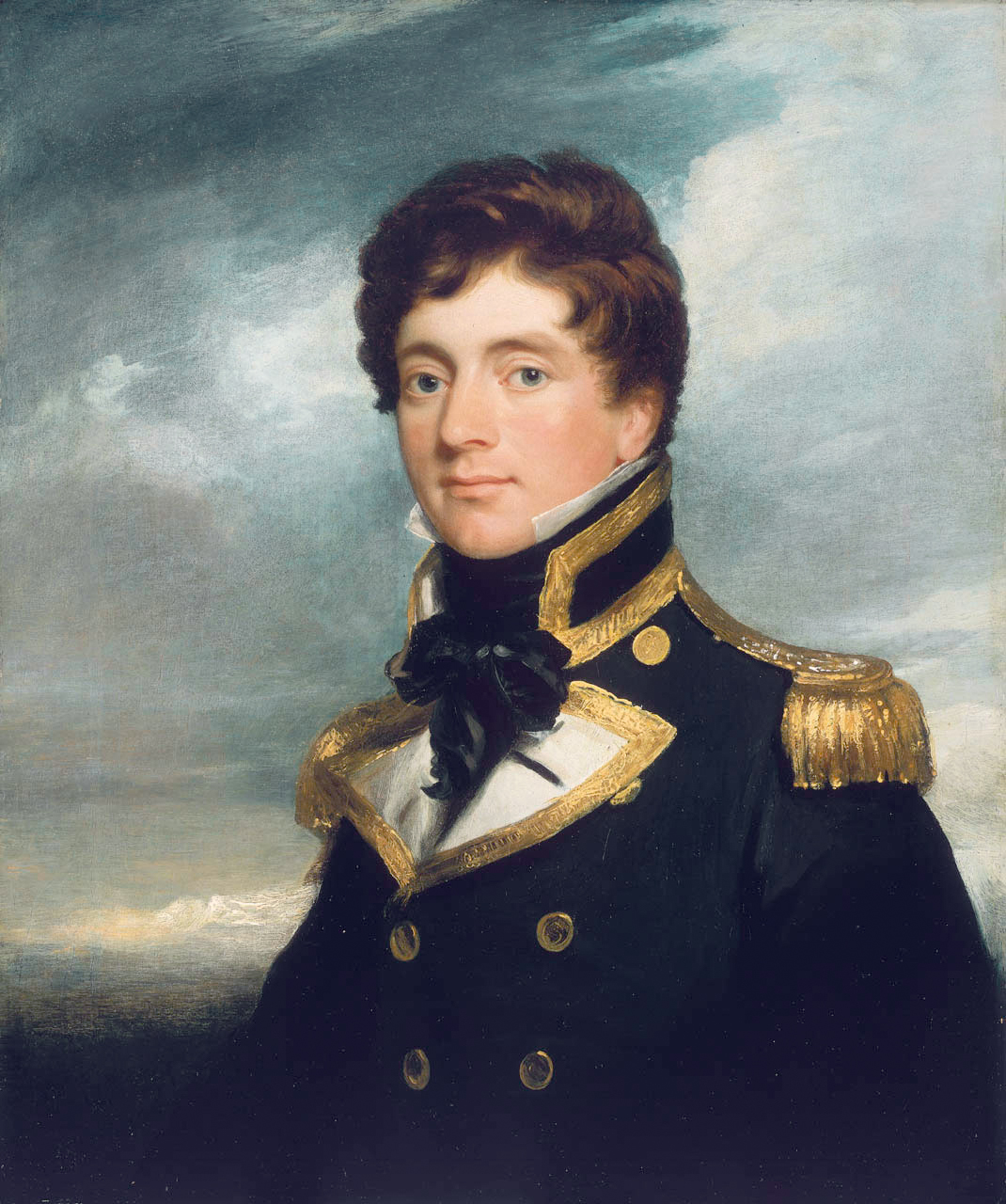
Frederick William Beechey

Frederick William Beechey (* 17. Februar 1796 in London; † 29. November 1856 ebenda) war ein britischer Seeoffizier, Polarforscher, Politiker und Geograph.

## Leben
Frederick William Beechey war ein Sohn des Porträtmalers Sir William Beechey (1753–1839) aus dessen zweiter Ehe mit der Porträtmalerin Anne Phyllis Jessop (1764–1833). Er trat 1806 in die Royal Navy ein, wurde 1807 zum Midshipman befördert und nahm an den Kriegen gegen Frankreich und die USA teil. 1818 nahm er, inzwischen zum Lieutenant befördert, unter John Franklin auf der HMS Trent an der Expedition nach Spitzbergen zur Suche der Nordwestpassage teil. 1819 begleitete er William Edward Parry auf der HMS Hecla bei einer Nordmeerfahrt. Parry entdeckte auf dieser Fahrt eine Insel, die er nach Beechey benannte, die Beechey-Insel in der heutigen kanadischen Provinz Nunavut. Beechey selbst sichtete auf derselben Expedition als erster Europäer die Banksinsel.
1821 ging er an die Nordküste Afrikas und erforschte die Große Syrte und die Kyrenaika. 1825 wurde ihm das Kommando über HMS Blossom übergeben. Mit diesem Forschungsschiff unternahm Beechey von 1825 bis 1828 eine Expedition in den Pazifik, die Beringstraße und in das arktische Nordamerika. Er sollte sich, wenn möglich, über den Kotzebue-Sund mit dem über das Festland von Osten vordringenden John Franklin treffen und so zu weiteren Erkenntnissen über die Nordwestpassage kommen. Beechey erreichte lediglich Point Barrow im nördlichsten Alaska. Da ein Treffen nicht zustande kam, kehrte er im Oktober 1828 nach Woolwich in England zurück. An der Reise nahm auch der jüngere Bruder des Captains, der spätere Admiral und Marinemaler Richard Brydges Beechey als Midshipman teil. Später wurde ihm das Kommando über die HMS Sulphur, einem zum Forschungsschiff umgebauten Mörserschiff, übergeben und mit der er 1835 zu einer ausgedehnten Vermessungsexpedition an die Westküste Nord- und Südamerikas aufbrach. Jedoch musste er bereits 1836 gesundheitsbedingt vom Kommando abgelöst werden und die Forschungsreise wurde unter Commander Edward Belcher fortgesetzt.
Von 1837 an war er mit hydrographischen Arbeiten im Irischen Kanal beschäftigt. 1847 erhielt er die Leitung des Marinedepartements im Handelsministerium, die er bis zu seinem Tode innehatte. 1854 wurde Beechey Rear-Admiral und 1855 Präsident der Royal Geographical Society. 
Frederick William Beechey starb am 29. November 1856 in London.

## Werke
- Voyage of discovery towards the North Pole 1818. London 1843 (online)
- Description of Messrs Marshall’s grand peristrephic panorama of the Polar regions [microform] : which displays the north coast of Spitzbergen, Baffin’s Bay, Arctic Highlands, &c., now exhibiting in the large new circular wooden building, George’s Square, Glasgow ; painted from drawings taken by Lieut. Beechey who accompanied the Polar Expedition in 1818, 1821 (online)
- Proceedings of the expedition to explore the northern coast of Africa. London 1827 (online)
- Narrative of a Voyage to the Pacific and Beering’s Strait, to Co-operate With the Polar Expeditions Performed in His Majesty’s Ship Blossom Under the Command of Captain F. W. Beechey R.N. in the Years 1825, 1826, 1827, 1828., 2 Bände, Colburn & Bentley, London 1831 (online)
- The zoology of Captain Beechey’s voyage, compiled from the collections and notes..., H. G. Bohn, London 1839. (online)
- The Botany of Captain Beechey’s voyage, London 1841 (online)
- Address at the anniversary meeting of the Royal Geographical Society, 26th May, 1856, London 1857 (online)